# Tamri Pkhakadze
Tamri Pkhakadze (en georgiano თამრი ფხაკაძე; Tiflis, 28 de julio de 1957) es una escritora georgiana.

## Biografía
Tamri Pkhakadze se graduó en 1979 en la facultad de Filología de la Universidad Estatal de Tiflis. Posteriormente obtuvo el doctorado defendiendo su tesis sobre La vida y las obras creativas de Davit Cholokashvili. Entre 1980 y 2006 trabajó en el departamento de Literatura georgiana antigua en el Instituto de Literatura Georgiana. Desde 2011 trabaja para la editorial Triasi como editora en jefe y desde 2015 es guionista del taller infantil Basti-Bubu.

## Obra
Los primeros cuentos de Tamri Pkhakadze fueron publicados en 2001. En total ha publicado tres novelas, tres colecciones de prosa, obras de teatro y quince libros infantiles.
La colección de prosa Hasta que seamos convocados obtuvo el premio SABA como mejor debut literario de 2004.
Entre sus obras destaca Jardinería de cocina en una zona de guerra (ბოსტანი კონფლიქტის ზონაში), escrita inicialmente en 2004, pero a la que posteriormente regresó la autora para introducir el tema de la guerra de Osetia del Sur de 2008.
Independientemente de su localización, el texto aborda los problemas globales que surgen en cualquier zona de conflicto: cuenta la historia de dos hermanos que abandonan su aldea, se dirigen a la capital y alquilan un piso a una babushka rusa, tratando de encontrar su sitio en la gran ciudad. Debido a su gran relevancia, esta obra ha sido llevada al teatro y ha sido representada en cuatro ciudades diferentes.
Sobre los libros de Pkhakadze, el crítico G. Kiladzde ha escrito:

Todos deberían leer el trabajo de esta autora, independientemente de su edad. Todos encontrarán algo en él para sí mismos.

Tamri Pkhakadze ha leído sus propios textos en el programa radiofónico georgiano El fondo de oro, así como en varias unidades militares.